# مختبر الجراحة والطب التجديدي الحيوي
مختبَر الجراحة والطب التجديدي الحيوي (LBMS) هو مختبر رائد في بحوث الطب التجديدي داخل قسم الجراحة في كلية طب ويل كورنيل بمدينة نيويورك. و بعمل تحت قيادة مؤسسه ومديره جيسون سبيكتور، وهو طبيب زميل بالكلية الأمريكية للجراحين (MD FACS)، يركز مختبر الجراحة والطب التجديدي الحيوي وقته وموارده منذ تأسيسه عام 2006 على دراسة القضايا المتعلقة مباشرة بالجراحة الترميمية. تتضمن هذه القضايا استخدام الأساليب الدوائية لتقليل الإصابة بتلف الأنسجة, واستخدام الموجات فوق الصوتية العلاجية لاستئصال وريد بشكل غير باضع, وعلى وجه الخصوص ، استخدام منهج جديد لخلق أنسجة اصطناعية.
يتضمن هذا المنهج تصنيعًا لبنيةٍ ثلاثية الأبعاد تحتوي بداخلها على ألياف دقيقة تقريبية تكون متماسة بشكل مباشر مع قنوات التدفق والانسياب. نتج عن الانحلال المتتابع للألياف التقريبية بنية تحتوي على شبكة قنوات دقيقة تشبه كثيرًا ما يوجد في الشبكة الشعرية. والأهم من ذلك أن قنوات التدفق والانسياب تكون بحجم كافٍ لتكون قابلة للمعالجة المجهرية، وبالتالي يكون للبنية أهمية سريرية.[بحاجة لمصدر] نشر هذا التقرير في أسوشيتد برس، والإذاعة العامة الوطنية, the وقناة ديسكفري (Discovery Channel), and وبلانت جرين (Planet Green).

## وصلات خارجية
- Laboratory for Bioregenerative Medicine and Surgery
- http://www.cornellsurgery.org